# كأس الدنمارك 2012
كأس الدنمارك 2012 هو الموسم 58 من كأس الدنمارك ‏. أقيم خلال الفترة 24 مارس 2012 وحتى 25 أغسطس 2012، وأشرف على تنظيمه اتحاد جزر فارو لكرة القدم، وكان عدد الأندية المشاركة فيه 18، وفاز فيه فيكينغور غوتا.